# Насос 2
Насос 2 (Antlia 2) — карликова галактика з низькою поверхневою яскравістю у сузір'ї Насос, супутник Чумацького Шляху. Відкрита космічним телескопом Gaia в листопаді 2018 року. Спостереження за галактикою серйозно ускладнює те, що вона прихована диском Чумацького шляху.
Галактика знаходиться на відстані 422 тис світлових років від Землі. Радіус галактики становить 2,9 кілопарсек. За розміром вона схожа на Велику Магелланову Хмару, але її світність у десять тисяч разів нижча. На момент відкриття поверхнева яскравість галактики Насос 2 була найнижчою серед всіх відомих галактик — вона приблизно в 100 разів тьмяніша, ніж так звані ультрадифузні галактики.
Вчені припускають, що Antlia 2 - саме та галактика, з якою в минулому імовірно зіткнулася наша галактика - Чумацький Шлях.